# Рошіорі (комуна, Бреїла)
Рошіорі (рум. Roșiori) — комуна у повіті Бреїла в Румунії. До складу комуни входять такі села (дані про населення за 2002 рік):
- Колця (632 особи)
- Прібягу (124 особи)
- Рошіорі (1856 осіб) — адміністративний центр комуни
- Флоріка (507 осіб)

Комуна розташована на відстані 110 км на схід від Бухареста, 68 км на південний захід від Бреїли, 121 км на північний захід від Констанци, 85 км на південний захід від Галаца.

## Населення
За даними перепису населення 2002 року у комуні проживали 3119 осіб.
Національний склад населення комуни:
| Національність | Кількість осіб | Відсоток |
| -------------- | -------------- | -------- |
| румуни         | 3116           | 99,9%    |
| цигани         | 2              | 0,1%     |
| греки          | 1              | < 0,1%   |

Рідною мовою назвали:
| Мова      | Кількість осіб | Відсоток |
| --------- | -------------- | -------- |
| румунська | 3118           | > 99,9%  |
| грецька   | 1              | < 0,1%   |

Склад населення комуни за віросповіданням:
| Релігія        | Кількість осіб | Відсоток |
| -------------- | -------------- | -------- |
| православні    | 3117           | 99,9%    |
| п'ятдесятники  | 1              | < 0,1%   |
| греко-католики | 1              | < 0,1%   |

## Зовнішні посилання
- Дані про комуну Рошіорі на сайті Ghidul Primăriilor